# موقع اختبارات نيفادا

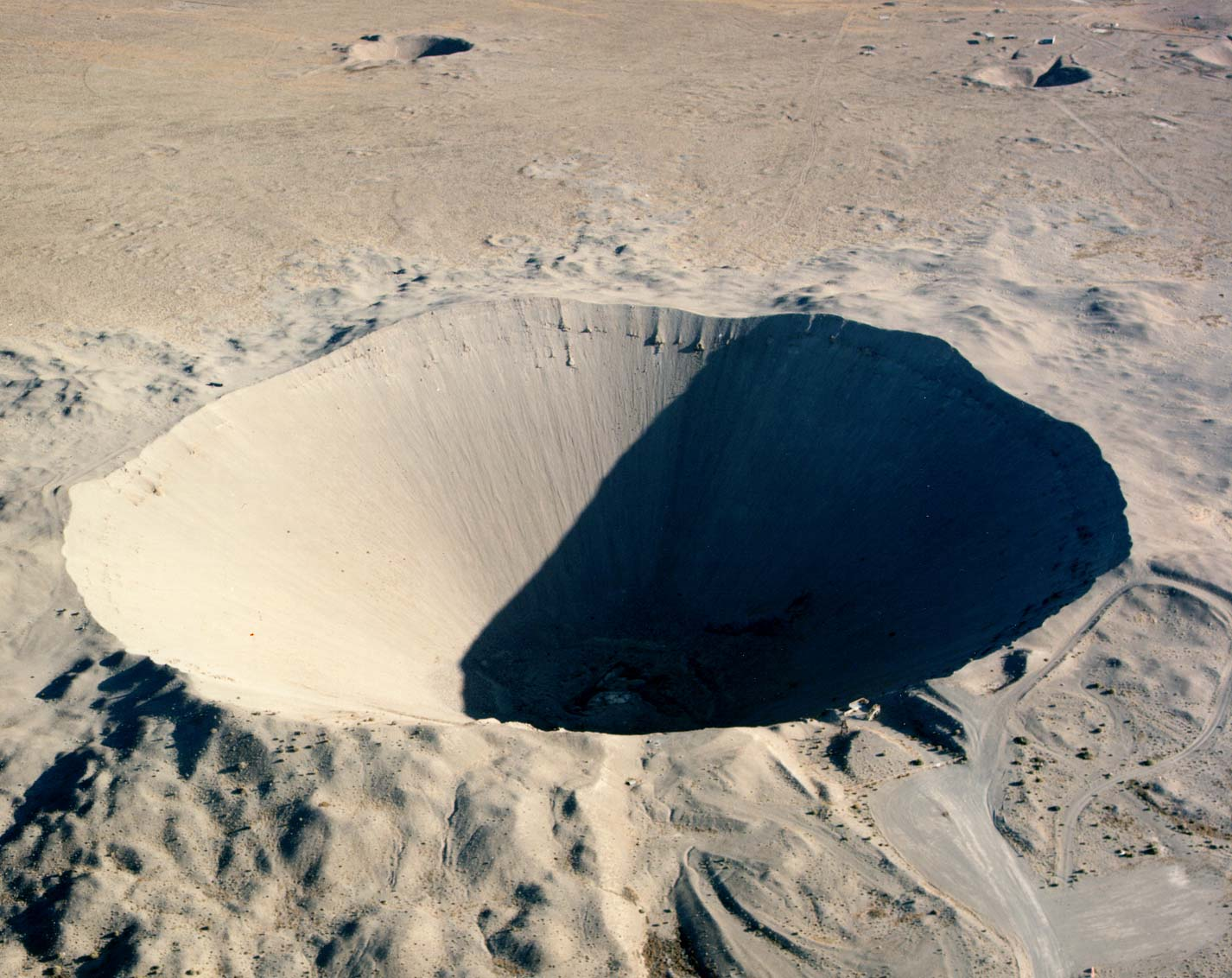
فوهة سيدان

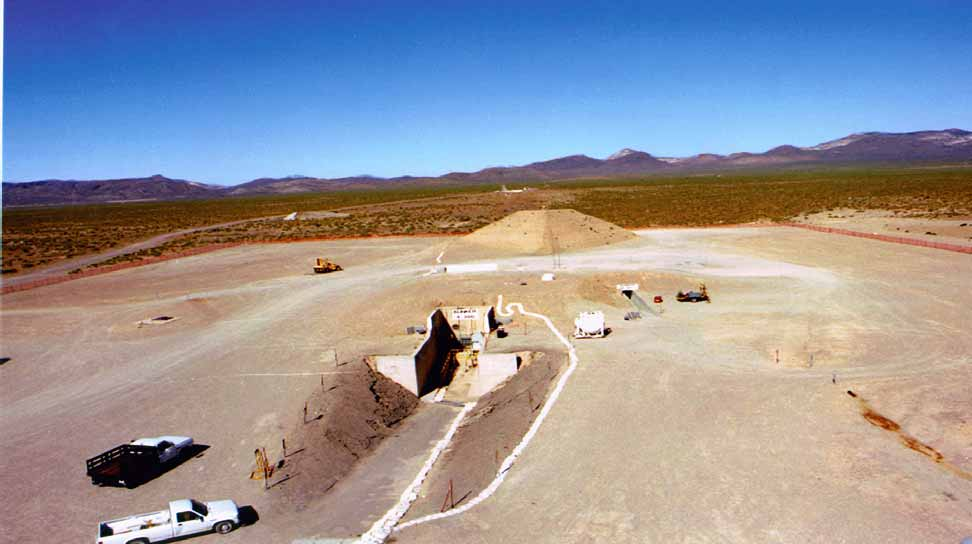
المتفجرات الكبيرة التجريبية

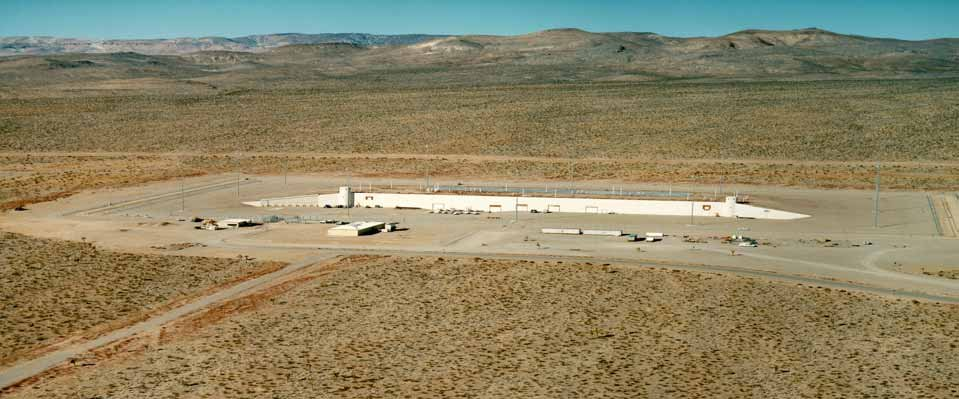
تجميع الأجهزة في المنطقة 6

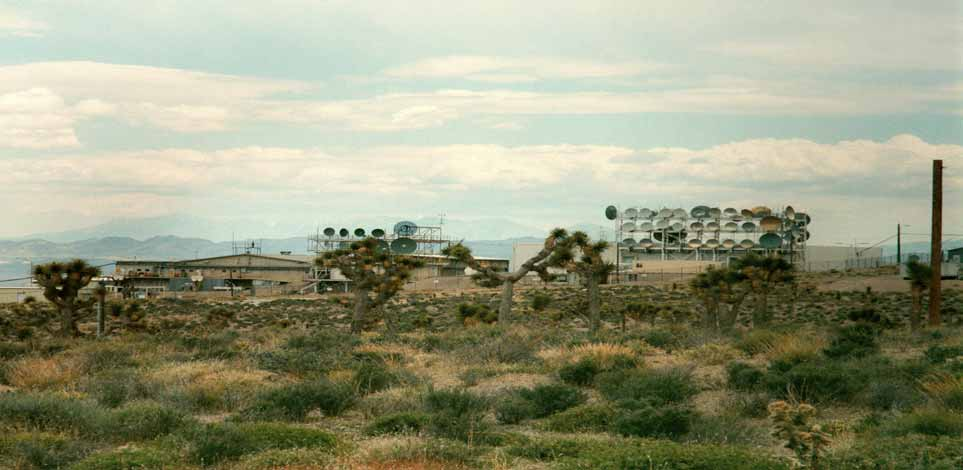
نقطة التحكم في المنطقة 6

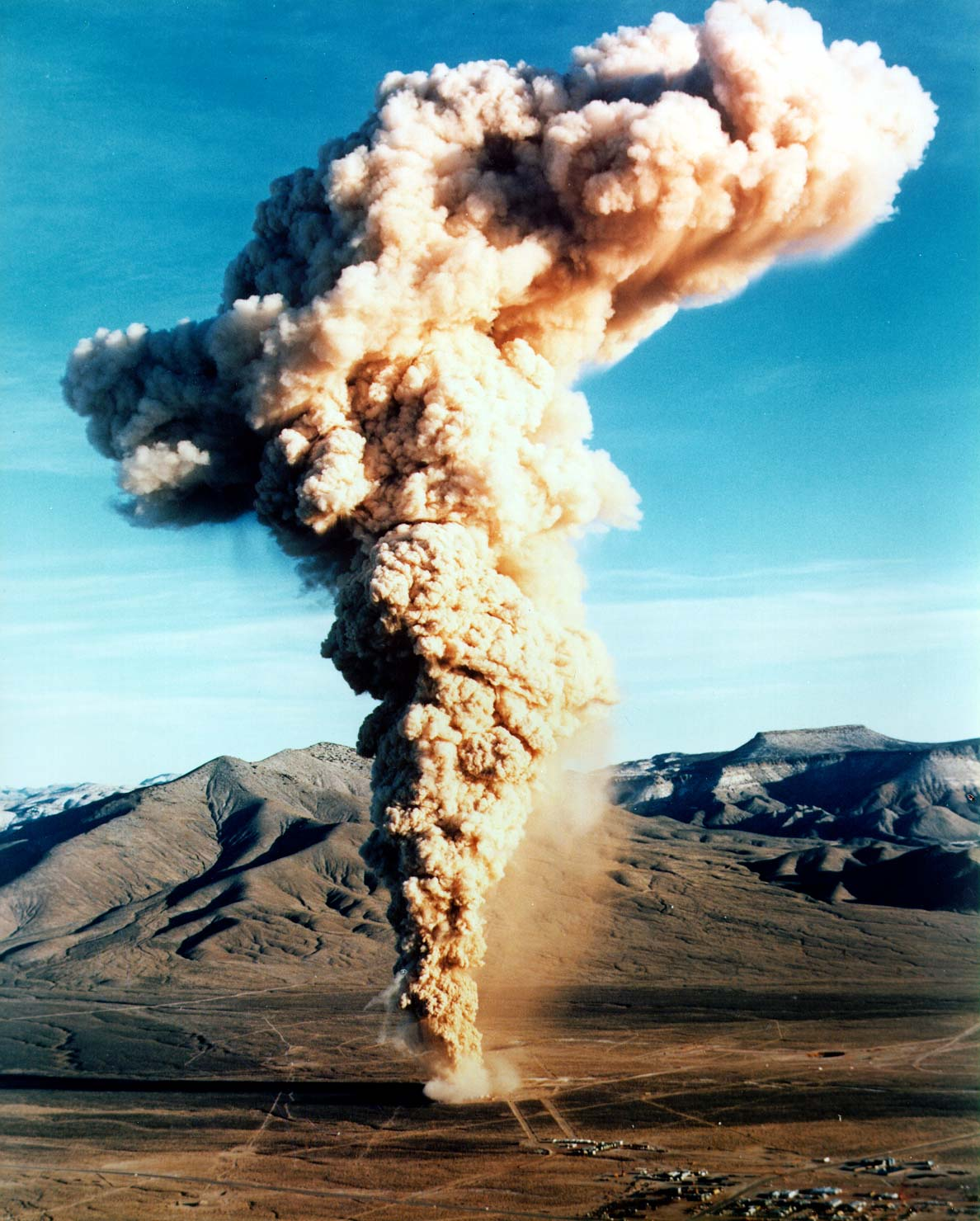
المواد المشعة تم إصدارها عن طريق الخطأ في المنطقة 8.

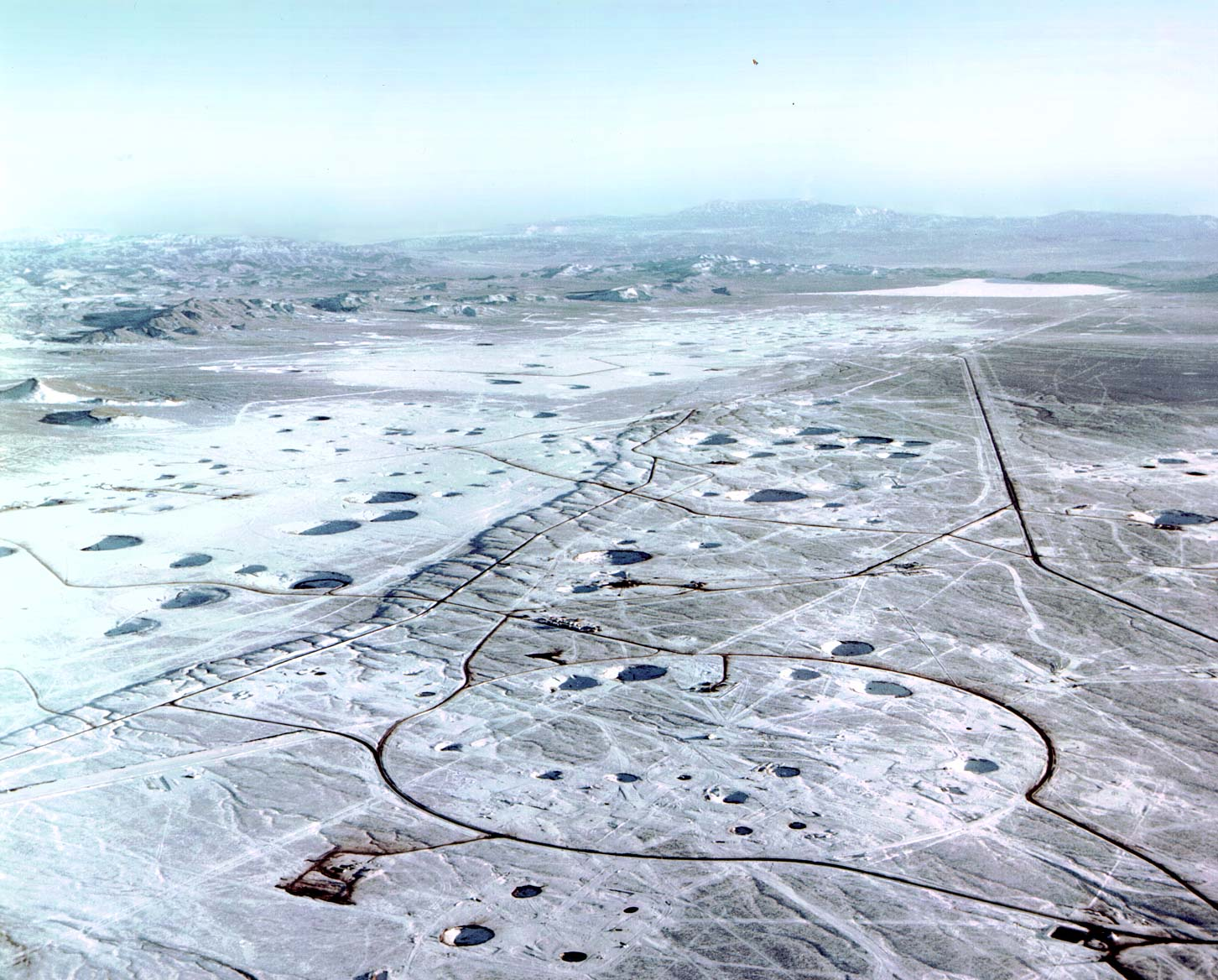
معظم الاختبارات كانت في هذا الموقع.

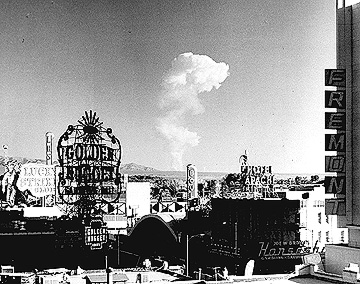
سحابة فطر شوهدت من وسط مدينة لاس فيغاس.

موقع اختبارات نيفادا هو موقع الأمن الوطني نيفادا يقع في مقاطعة ناي جنوب شرق نيفادا، على بعد حوالى 65 ميلا (105 كم) شمال غرب مدينة لاس فيجاس.

## الإنشاء
تم إنشاؤه في 11 يناير 1951 من أجل اختبار الأجهزة النووية وهو يغطي ما يقرب من 1360 ميل مربع (3500 كيلومتر مربع) من الأراضي الصحراوية والجبلية. بدأ اختبار الأسلحة النووية في موقع اختبار نيفادا بقنبلة 1 كيلو طن أسقطت على فرينمان فلات في 27 يناير 1951. شهدت مدينة لاس فيغاس آثار زلزالية ملحوظة ، وأصبحت غيوم الفطر البعيدة والتي يمكن رؤيتها من فنادق وسط المدينة  مناطق جذب سياحي. حملت الرياح بشكل روتيني تداعيات هذا الاختبارات. تم الإبلاغ عن زيادة ملحوظة في أمراض السرطان مثل سرطان الدم وسرطان الغدد الليمفاوية وسرطان الغدة الدرقية وسرطان الثدي وسرطان الجلد وسرطان العظام، أورام الدماغ، وسرطانات الجهاز الهضمي من منتصف 1950 حتى عام 1980. وتم إجراء 828 تجربة نووية أخرى تحت الأرض. من عام 1986 حتى عام 1994  بعد عامين من قيام الولايات المتحدة بتجربة الاختبار الشامل للأسلحة النووية  تم إجراء 536 احتجاجًا ضد الأسلحة النووية في موقع اختبار نيفادا  حيث شمل 37488 مشاركًا و 740 عملية اعتقال  وفقًا للسجلات الحكومية. ومن بين المعتقلين الفلكي كارل ساجان والموسيقي كريس كريستوفرسون واللاعبين مارتن شين وروبرت بليك. يحتوي موقع اختبار نيفادا على 28 منطقة و 1100 مبنى و 400 ميل (640 كم) من الطرق المعبدة  و 300 ميل من الطرق غير الممهدة و 10 طائرات هليكوبتر ومهبطين للطائرات.

## اختبار التدمير والبقاء
```
تم البناء من طابقين على مساحة 10500 قدم (3200 متر) بعيداً عن الصفر الأرضي لاختبار «آبل -2» النووي. وأجريت اختبارات للتأثيرات المختلفة لتفجير الأسلحة النووية خلال اختبارات فوق الأرض. تم وضع العديد من أنواع 
المركبات
 (بدءا من 
السيارات
 إلى 
الطائرات
) والتداعيات النووية والملاجئ القياسية للقنابل ومحطات المرافق العامة وغيرها من هياكل ومعدات البناء . تم وضع 
كاميرات
 عالية السرعة في مواقع محمية لالتقاط آثار الإشعاع وموجات الصدمة. تظهر الصور النموذجية من هذه الكاميرات الدهان المغلي للمباني ، والتي يتم دفعها بعنف بعيدًا عن الأرض صفرًا بفعل موجة الصدمة قبل أن يتم رسمها نحو التفجير عن طريق الشفط الناتج عن سحابة الفطر المتسلقة. أصبحت اللقطات من هذه الكاميرات مبدعة  وتستخدم في وسائل الإعلام المختلفة والمتاحة في المجال العام. سمح هذا الاختبار بتطوير المبادئ التوجيهية للدفاع المدني التي وزعت على الجمهور  لزيادة احتمالات البقاء في حالة الهجوم النووي الجوي أو المحمول في 
الفضاء
.
[
3
]
[
4
]
```

## التأثير البيئي
كل من الانفجارات الأرضية تحت سطح الأرض ـ بعضها يصل عمقها إلى 5000 قدم ـ تبخرت وأصبحت حجرة كبيرة  تاركة جوفًا مليئًا بالأنقاض المشعة. أجريت حوالي ثلث الاختبارات مباشرة في طبقات المياه الجوفية ، وكان البعض الآخر مئات أو آلاف الأقدام تحت منسوب المياه الجوفية. عندما انتهت التفجيرات في عام 1992. في المناطق الأكثر تضرراً ، يصل تركيز النشاط الإشعاعي في المياه الجوفية إلى ملايين البيكوكرون للتر الواحد. (إن المعيار الفيدرالي لمياه الشرب هو 20 بيكو لكل لتر (0.74 بيكريل / لتر)). وعلى الرغم من أن مستويات النشاط الإشعاعي في الماء تستمر في الانخفاض مع مرور الوقت ، فإن النظائر الأطول عمرًا مثل البلوتونيوم أو اليورانيوم يمكن أن تشكل مخاطر على العمال أو المستوطنين في المستقبل.

## الاحتجاجات والمظاهرات
```
في 5 فبراير عام 
1987
 ، تم اعتقال أكثر من 400 شخص ، عندما حاولوا الدخول إلى أراضي الإثبات النووي في البلاد بعد أن احتشد ما يقرب من 2000 متظاهر في مظاهرة للاحتجاج على تجارب الأسلحة النووية. ومن بين المعتقلين الفلكي كارل ساجان والممثلون كريس كريستوفرسون ومارتن شين وروبرت بليك. في مارس 
1988
 حضر أكثر من 8000 شخص لمدة عشرة أيام لـ «استعادة موقع الاختبار» ، حيث تم اعتقال ما يقرب من 3000 شخص مع أكثر من 1200 شخص في يوم واحد. هذا سجل لعدد من الاعتقالات العصيان المدني في احتجاج واحد. تم تشغيل اختبار السلام الأمريكي بشكل جماعي من قبل مجموعة من الأفراد المقيمين في لاس فيغاس  لكن القيادة للمجموعة كانت وطنية. نشأت مع مجموعة صغيرة من الناس الذين كانوا ناشطين في تجميد الأسلحة النووية الوطنية.
[
7
]
[
8
]
[
9
]
[
10
]
```

## الاستخدام الحديث
تمرين أسلحة الدمار الشامل / مكافحة الإرهاب في موقع اختبار نيفادا. يقدم موقع الاختبار جولات عامة شهرية ، غالبًا ما يتم حجزها بشكل كامل مقدمًا لأشهر.
لا يُسمح للزوار بإحضار الكاميرات أو المناظير أو الهواتف المحمولة ، كما لا يُسمح لهم بالتقاط الصخور للهدايا التذكارية. وبينما لم تعد هناك أي اختبارات تفجيرية للأسلحة النووية في الموقع ، لا يزال هناك اختبار يتم إجراؤه لتحديد مدى صلاحية ترسانة الولايات المتحدة النووية القديمة. بالإضافة إلى ذلك ، فإن الموقع هو موقع مجمع إدارة النفايات المشعة في المنطقة 5 والذي يقوم بتخزين وتخزين المخلفات الإشعاعية منخفضة المستوى التي لا تكون عبر المراحل العمرية ، ولها عمر نصف لا يزيد عن 20 عامًا.

## أنظر أيضًا
- قانون تعويضات التعرض للإشعاع